# Need for Speed: Porsche 2000
 (août 2011).
Si vous disposez d'ouvrages ou d'articles de référence ou si vous connaissez des sites web de qualité traitant du thème abordé ici, merci de compléter l'article en donnant les références utiles à sa vérifiabilité et en les liant à la section « Notes et références ».
Need for Speed: Porsche 2000 est un jeu vidéo de course sorti en 2000, développé en collaboration par Eden Studios avec EA Canada et édité par Electronic Arts. Ce titre qui fait partie de la série des Need for Speed se nomme Need for Speed: Porsche Unleashed en Amérique du Nord, Need for Speed: Porsche 2000 en Europe excepté en Allemagne où il est connu sous le nom de Need for Speed: Porsche comme en Amérique latine.
Ce sont des courses automobiles où les véhicules sont exclusivement des Porsche, il y a exactement 74 modèles différents couvrant la période de 1948 à 2000.

## Système de jeu
Ce jeu permet à 4 pilotes de jouer simultanément en écran séparé sur la même console. Il comporte également une gestion des dégâts sur les véhicules qui modifie la voiture à chaque choc tout en s'additionnant.
Les circuits sur route ont une gestion de circulation de véhicules tiers, ainsi qu'une présence de la police(restant toutefois symbolique).
Le jeu propose de nombreux modes. Le mode Historique vous mène au fil des courses à travers l'histoire de la marque, des origines à l'an 2000 ; le mode Carrière vous met dans la peau d'un pilote essayeur de la firme de Stuttgart, qui doit accéder au rôle de chef essayeur ainsi que les modes classiques de la série.
Le principal attrait de ce volet est le côté simulation-accessible du gameplay. Ce dernier est agrémenté, dans le mode Historique, d'un marché de l'occasion où il est possible de trouver sa future voiture mais pas forcément dans le meilleur état. Un marché du neuf existe aussi. Le jeu oblige le joueur à gérer un budget, entre les gains des courses, les plus-value faites par la revente des véhicules, et la réparation de votre parc, ou encore ses améliorations (moteur et carrosserie). Dans ce mode, le jeu se rapproche d'un Gran Turismo.
Les circuits bien qu'imaginaires sont toutefois très stylisés afin de pouvoir reconnaître divers endroits comme les autoroutes typiquement Allemandes, la Corse, les Alpes ou encore l'Auvergne. Ce cachet si particulier au lieu d'endroits fictifs impersonnels participa en partie aussi au succès du jeu.

## Listes des circuits

### Circuits sur la version PC
14 circuits sont jouables
- Alpes
- Côte d'Azur
- Schwarzwald (Foret Allemande)
- Pyrénées
- Zone Industrielle
- Autobahn (Autoroute Allemande)
- Auvergne
- Corsica
- Normandie
- Monte Carlo 1,2,3,4 et 5 (Ces 5 tracés sont les uniques circuits du jeu qui offrent la possibilité de faire plusieurs tours)

### Circuits sur la version Playstation
8 circuits sont jouables
- Circuit (Circuit de F1)
- France
- Écosse
- Allemagne
- Japon
- États-Unis

## Liste des voitures
Certaines de ces voitures se déclinent en version Convertible, Coupé, Targa, avec 2 ou 4 roues motrices.
- Porsche 356
- Porsche 911 Classic
- Porsche 911 (930)
- Porsche 911 (964)
- Porsche 911 (993)
- Porsche 911 (996)
- Porsche 914
- Porsche 944
- Porsche 959
- Porsche 928 GTS
- Porsche Boxster (986)
- Porsche 550 Spyder Panamericana
- Porsche 550 A Spyder
- Porsche 935/78 "Moby Dick"
- Porsche 911 GT1
- Porsche 911 GT2
- Porsche 911 GT3 Cup

On peut également jouer avec la 917 mais uniquement sur la version playstation du jeu.

## Modes de jeu

### Mode Évolution
Dans ce mode, le pilote que vous incarnez traverse un demi-siècle de l'histoire de Porsche, commençant en 1950 et se terminant en 2000, en passant par 3 périodes charnières :
- Les Origines : Cette période allant de 1950 à 1970, voit défiler les modèles de base de Porsche, les 356 sont l'objet de 3 trophées et la 911, 2 trophées. Étant la première période du mode, le niveau de difficulté est facile, même sans gérer les dégâts du véhicules et sans ajuster les performances par l'ajout de pièces de sport, le joueur peut gagner très facilement les courses. À la fin, de cette période, on peut gagner une voiture bonus si l'on gagne la course bonus, cette voiture est la 550 Spyder.
- L'âge d'or : Cette période va de 1970 à 1988, et est considérée comme l'apogée de Porsche. Le pilote courra avec des 914 (1 trophée), des 911 de deuxième génération incluant la 911 Carrera RS de 1973 (2 trophées), des 944 (1 trophées) et les premières 911 Turbo (1 trophée). La deuxième période a un niveau de difficulté confirmé, le joueur est opposé à une intelligence artificielle moyenne et est donc quasiment obligé de réparer son véhicule tout le temps et d'ajuster ses réglages de véhicules souvent s'il veut remporter toutes les courses de tous les trophées. À l'issue de cette période, la voiture bonus est la 935 Moby Dick de 1978, qui gagna les 24 heures du Mans un an plus tard. C'est l'une des deux meilleures voitures avec la Porsche GT1
- L'ère moderne : Cette période allant de 1988 à 2000, voit la naissance des 911 Carrera et ses différentes évolutions que le pilote fera courir (3 trophées). Le pilote aura également la chance de conduire le cabriolet sport de 1997, la Boxster, à l'occasion d'un trophée dédié. Le dernier trophée chronologique du jeu est dédié à la 911 Turbo de 2000. Cette dernière période voit le joueur opposé à un niveau de difficulté expert. Des réglages et des achats de pièces développées pour le véhicule s'imposent si vous voulez tout remportez car vous serez confronté à une intelligence artificielle maitrisant parfaitement tous les circuits. À la fin de cette période, l'épreuve bonus vous permet de gagner une 911 GT1.

### Mode Pilote d'usine
Dans ce mode, le pilote que vous incarnez travaille dans un garage Porsche. Ce mode est en quelque sorte un tutoriel du jeu car il permet au joueur de se sensibiliser avec quasiment toutes les voitures dans toutes les situations. Néanmoins, ce mode contient une notion de progression le but étant de gravir les échelons ( essayeur, premier essayeur, chef essayeur) du garage au fil de rivalités sur les circuits avec les autres membres de l'Équipe qui pourvoient la même place que vous. Comme dans le mode Évolution, la difficulté de ce mode va crescendo et également à chaque promotion au sein du garage comme à chaque changement d'époque en mode Évolution, le joueur se voit offrir une voiture avec un kit de peinture unique, une 911 Carrera RS pour le titre d'essayeur, une Boxster pour le titre de premier essayeur et, pour terminer, une 911 Turbo de 2000 pour le titre de Chef Essayeur.

### Mode Joueur Solo

#### Course Immédiate
Le mode de course classique, vous pouvez affrontez jusqu'à 7 adversaires, mettre du trafic ou encore inverser le sens des circuits.

#### Défi Immédiat
Ce mode de course ne peut se dérouler que sur un circuit à tours, le principe de cette course est d'éliminer le dernier concurrent à franchir la ligne à chaque tour, vous pouvez affronter jusqu'à 7 adversaires et donc faire une course de maximum 7 tours.

#### Défi Porsche
Le défi porsche peut se dérouler sur tous les circuits, c'est le dernier de chaque circuit qui est éliminé. Vous pouvez ainsi courir sur 7 circuits.

## Bande Originale
1. Captain Ginger - Psychonaught
2. Cypher - Aircon
3. Cypher - Orion is Lonely
4. Rom di Prisco - Dr Know
5. Rom di Prisco - Cold Fusion Power
6. Captain Ginger - Metro Gnome
7. Cypher - Choose Your Enemy
8. Cypher - Injector
9. Cypher - Sentient
10. Cypher - Twin
11. Rom di Prisco - Activator
12. Rom di Prisco - Funky Phreakout
13. Rom di Prisco - Let the Music Move You
14. Rom di Prisco - R U Ready
15. Rom di Prisco - Rezidue
16. Rom di Prisco - Rock This Place
17. Rom di Prisco - Stealth Run
18. Rom di Prisco - The Moebius
19. Rom di Prisco - The UK Sound
20. Captain Ginger - Aquadelic (Lose Theme)
21. Captain Ginger - Congrats (Win Theme)
22. Cypher - Champion (Win Theme)
23. Cypher - Sub Zero (Lose Theme)
24. Rom di Prisco - Gimme The Power (Win Theme)
25. Rom di Prisco - Hack The Planet (Lose Theme)
26. Rom di Prisco - Warm Storage (Win Theme)
27. Cypher - Victory (Win Theme)
28. Rom di Prisco - Loser (Lose Theme
29. Electronic Arts - Opening Movie

## Versions du jeu
Les versions PlayStation et PC sont totalement différentes. Outre la conduite, les deux versions ne proposent ni les mêmes circuits, ni les mêmes musiques, ni la même progression globale. Chaque version fut développée par un studio spécifique et en parallèle, mais pas en concertation. Le jeu sur Game Boy Advance est sorti bien plus tard, en 2004, avec des graphismes adaptés à la console et moins de contenu. Contrairement aux autres, la version GBA a été mal accueillie par la critique.

## Accueil
- Gamekult : 7/10[1]